# Gergunung
Gergunung is een bestuurslaag in het regentschap Klaten van de provincie Midden-Java, Indonesië. Gergunung telt 7111 inwoners (volkstelling 2010).